# Station Zingem
Station Zingem is een spoorwegstation langs spoorlijn 86 (De Pinte - Ronse) in Zingem. Er is een stationsgebouw (Type 1895 L3), maar de loketten zijn sinds 2005 gesloten. De naastgelegen goederenloods is in de jaren 90 van de 20e eeuw afgebroken. Het oorspronkelijke stationsgebouw werd tijdens Eerste Wereldoorlog vernield en nadien vervangen door een standaardmodel van de staat (daarvoor greep men terug op de plannen van Type 1895).
Net als Gavere-Asper (op dezelfde lijn) beschikt Zingem over twee perrons. Net na het station convergeren de sporen opnieuw tot één spoor.
Het station bevindt zich net na een spoorwegovergang. Aan de overkant hiervan bevinden zich de fietsenrekken. Auto's kan men kosteloos parkeren op de parking voor het stationsgebouw.
Op een weekdag wordt Zingem buiten de spits om het uur aangedaan door de trein Ronse - Gent-St-Pieters.
Het Grote Treinrapport 2009 van de krant Het Nieuwsblad gaf Zingem een score van slechts 4,7/10. Gehekeld werd het gebrek aan toegankelijkheid voor rolstoelgebruikers en de te lage perrons waardoor instappen voor mindervaliden geen gemakkelijke klus is.
In 2013 werd het stationsgebouw door de NMBS van de hand gedaan. Het gebouw werd door de nieuwe eigenaar, een erkend bodemstudiebureau uit de omgeving, gerenoveerd als kantoorgebouw, en wordt sinds juli 2016 ook als dusdanig gebruikt.

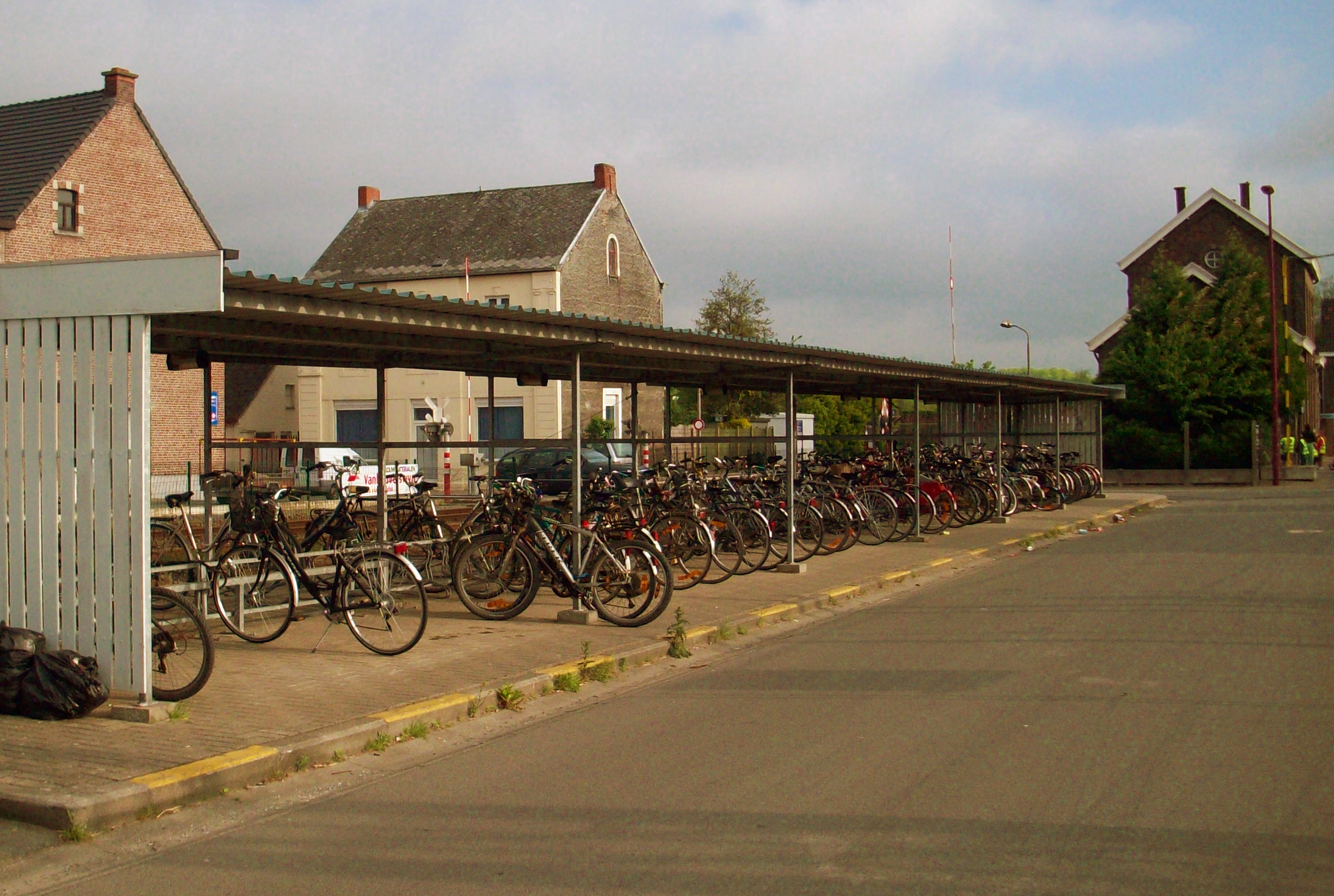
Fietsenrekken
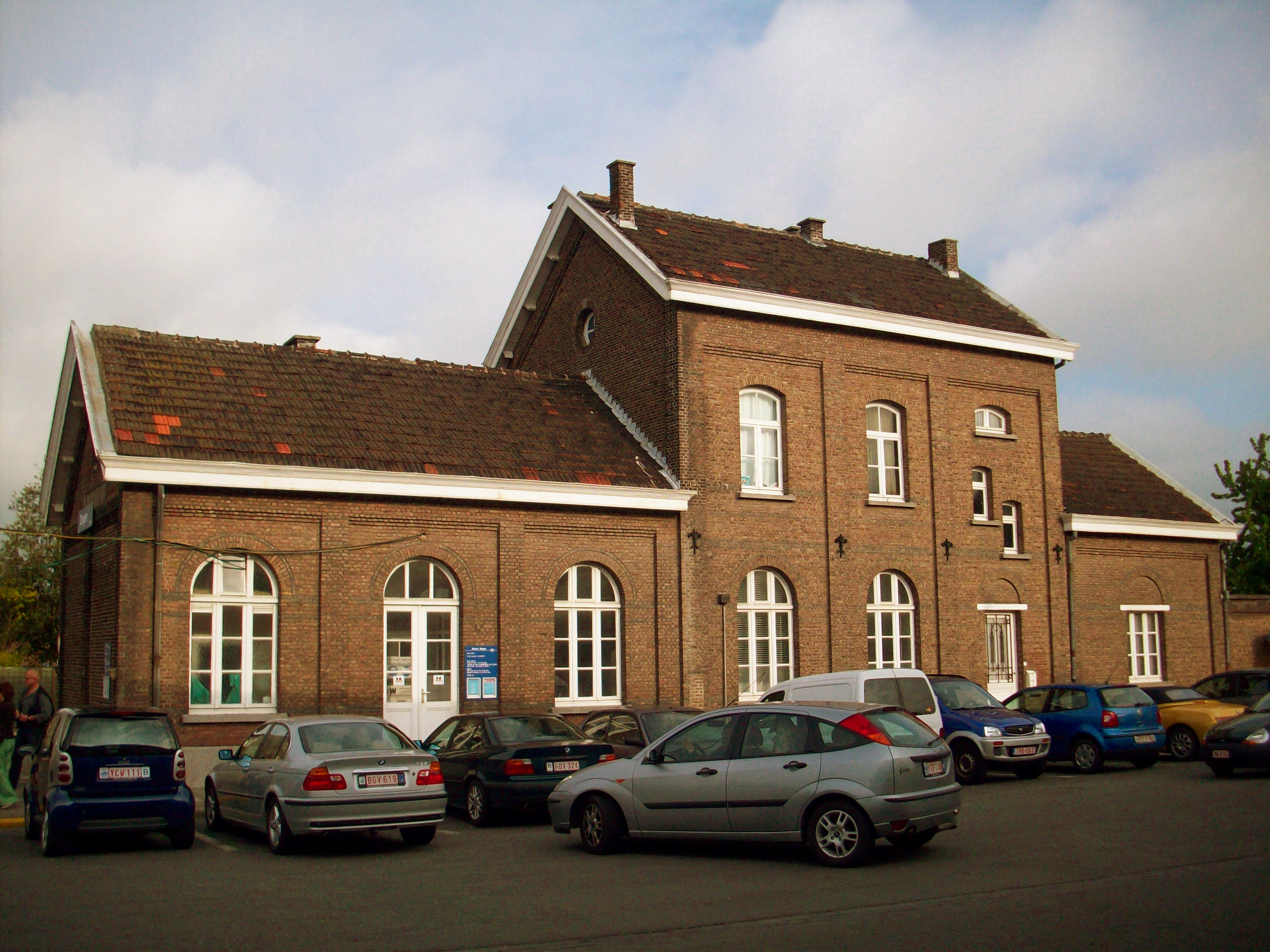
Oud stationsgebouw
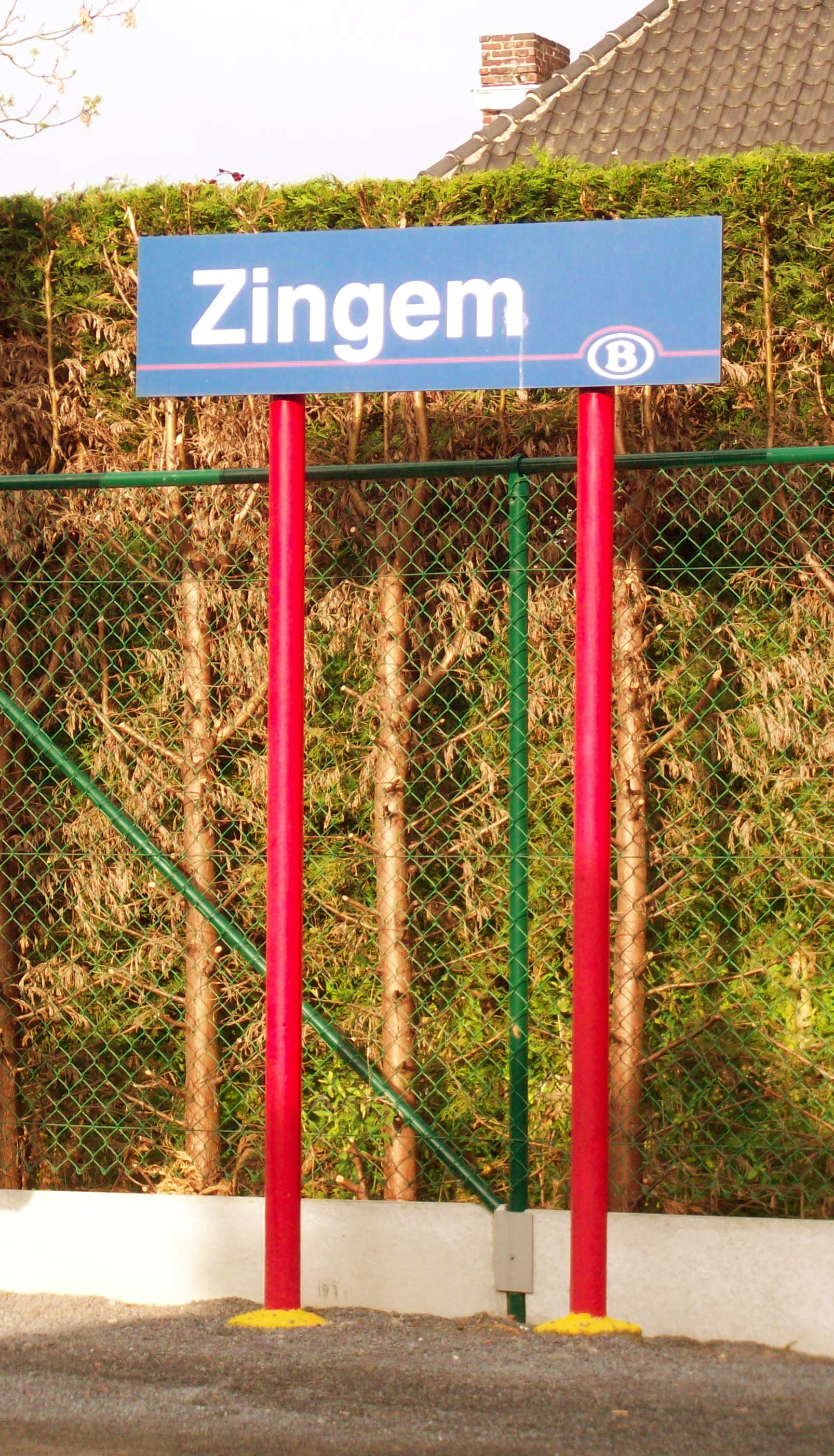
Naambord station Zingem

## Treindienst
| Serie       | Treinsoort          | Route                                                                                          | Bijzonderheden |
| ----------- | ------------------- | ---------------------------------------------------------------------------------------------- | --- |
| S 51        | S-trein Gent (NMBS) | Eeklo – Gent-Sint-Pieters – Zingem – Oudenaarde – Ronse                                        | Rijdt op zondag 1×/2u.                                                                                                   |
| P 7960/8960 | Piekuurtrein (NMBS) | Geraardsbergen – Zottegem – Gent-Sint-Pieters                                                  | Rijdt alleen op werkdagen.                                                                                               |
| S 53        | S-trein Gent (NMBS) | Ronse – Oudenaarde – Zingem – Gent-Sint-Pieters – Gent-Dampoort – Lokeren – Antwerpen-Centraal | In het weekend wordt lijn S53 verlengd tot Antwerpen-Centraal, en vervangt daarmee lijn S34 van het Antwerpse S-netwerk. |

## Reizigerstellingen
De grafiek en tabel geven het gemiddeld aantal instappende reizigers weer op een week-, zater- en zondag.
| Tabel: aantal instappende reizigers station Zingem | Tabel: aantal instappende reizigers station Zingem | Tabel: aantal instappende reizigers station Zingem | Tabel: aantal instappende reizigers station Zingem |
|                                                    | Weekdag                                            | Zaterdag                                           | Zondag                                             |
| -------------------------------------------------- | -------------------------------------------------- | -------------------------------------------------- | -------------------------------------------------- |
| 1977                                               | 420                                                | 76                                                 | 42                                                 |
| 1978                                               | 489                                                | 105                                                | 46                                                 |
| 1979                                               | 494                                                | 81                                                 | 43                                                 |
| 1980                                               | 548                                                | 80                                                 | 38                                                 |
| 1981                                               | 556                                                | 77                                                 | 49                                                 |
| 1982                                               | 475                                                | 85                                                 | 26                                                 |
| 1983                                               | 523                                                | 74                                                 | 34                                                 |
| 1984                                               | 392                                                | 76                                                 | 37                                                 |
| 1985                                               | 442                                                | 78                                                 | 60                                                 |
| 1986                                               | 388                                                | 58                                                 | 40                                                 |
| 1987                                               | 374                                                | 60                                                 | 43                                                 |
| 1988                                               | 379                                                | 97                                                 | 83                                                 |
| 1989                                               | 401                                                | 101                                                | 57                                                 |
| 1990                                               | 377                                                | 70                                                 | 64                                                 |
| 1991                                               | 360                                                | 93                                                 | 40                                                 |
| 1992                                               | 384                                                | 106                                                | 69                                                 |
| 1993                                               | 347                                                | 80                                                 | 45                                                 |
| 1994                                               | 446                                                | 85                                                 | 54                                                 |
| 1995                                               | 397                                                | 55                                                 | 53                                                 |
| 1996                                               | 541                                                | 97                                                 | 88                                                 |
| 1997                                               | 469                                                | 68                                                 | 57                                                 |
| 1998                                               | 494                                                | 40                                                 | 40                                                 |
| 1999                                               | 332                                                | 48                                                 | 38                                                 |
| 2000                                               | 339                                                | 62                                                 | 47                                                 |
| 2001                                               | 330                                                | 36                                                 | 42                                                 |
| 2002                                               | 297                                                | 55                                                 | 50                                                 |
| 2003                                               | 304                                                | 90                                                 | 48                                                 |
| 2004                                               | 309                                                | 68                                                 | 42                                                 |
| 2005                                               | 342                                                | 71                                                 | 64                                                 |
| 2006                                               | 364                                                | 66                                                 | 52                                                 |
| 2007                                               | 370                                                | 52                                                 | 44                                                 |
| 2008                                               | -                                                  | -                                                  | -                                                  |
| 2009                                               | 356                                                | 71                                                 | 73                                                 |
| 2010                                               | -                                                  | -                                                  | -                                                  |
| 2011                                               | -                                                  | -                                                  | -                                                  |
| 2012                                               | 449                                                | 92                                                 | 75                                                 |
| 2013                                               | 400                                                | 56                                                 | 50                                                 |
| 2014                                               | 454                                                | 70                                                 | 106                                                |
| 2015                                               | 347                                                | 80                                                 | 63                                                 |
| 2016                                               | 384                                                | 77                                                 | 70                                                 |
| 2017                                               | 452                                                | 70                                                 | 80                                                 |
| 2018                                               | 534                                                | 162                                                | 110                                                |
| 2019                                               | 523                                                | 98                                                 | 86                                                 |
| 2020                                               | 344                                                | 79                                                 | 65                                                 |
| 2021                                               | -                                                  | -                                                  | -                                                  |
| 2022                                               | 382                                                | 128                                                | 92                                                 |
| 2023                                               | 421                                                | 153                                                | 121                                                |
| 2024                                               | 402                                                | 135                                                | 103                                                |

0,0: De Pinte ·
4,5: Eke-Nazareth ·
8,0: Gavere-Asper ·
10,5: Zingem ·
13,3: Heurne ·
15,2: Eine ·
18,0: Oudenaarde ·
20,2: Leupegem ·
23,8: Etikhove ·
28,1: Louise-Marie ·
29,4: Marijve ·
31,7: Ronse ·
35,1: Dergneau ·
37,2: Anvaing ·
39,8: Ellignies ·
41,6: Frasnes-lez-Anvaing ·
46,3: Grandmetz ·
49,2: Leuze ·
53,2: Tourpes ·
56,0: Thumaide ·
57,1: Basècles ·
58,8: Basècles-Groeven